# James Read
James Read (* 31. července 1953 Buffalo, New York, USA) je americký filmový herec.

## Život
Narodil se v roce 1953 New Yorku. Vystudoval Vermontskou univerzitu, Univerzitu v Kretonu a Univerzitu Pepperdine.

## Rodina
Při natáčení televizního seriálu Sever a jih se seznámil se svojí ženou Wendy Kilbourne, kterou si vzal v roce 1988 za ženu a se kterou má syna Jacksona (1991) a dceru Sydney. V současnosti žijí v Santa Barbaře v Kalifornii.

## Filmografie
- 1985 Sever a Jih
- 1983 Létající oko
- 1988 Osudové pláže
- 1988 Osm mužů z kola ven
- 1996 Příběh jednoho života
- 2001 Bulšit
- 2001 Pravá blondýnka
- 2003 Pravá blondýnka 2